# Марі Ндіай
Марі Ндіа́й (фр. Marie NDiaye, 4 червня 1967, Пітів'є, деп. Луаре) — французька письменниця. 

## Біографія
Батько — сенегалець, мати — француженка, викладач природничих наук. Марі виховувалася без батька, який після її народження повернувся в Африку. Почала писати прозу з 12 років, свій перший твір опублікувала у вісімнадцятирічному віці. Виступає як прозаїк та драматург, написала декілька книг для дітей.
Твори перекладено кількома мовами, п'єси йдуть у театрах різних країн світу. Останнім часом живе в Берліні. Одна з її останніх робіт — сценарій фільму Клер Дені «Білий матеріал» (2009). Роман «Три сильні жінки» (2009), у якому вона вперше звернулася до сенегальських реалій, отримав Гонкурівську премію, здобув величезну читацьку популярність й був виданий небаченим для серйозної літератури тиражем.
Мати трьох дітей. Старший брат — історик Пап Ндіайє (нар. 1965). Чоловік — письменник Жан-Ів Сандрі (нар. 1957).

## Твори

### Романи та новели
- Quant au riche avenir (1985)
- Comédie classique (1988)
- La femme changée en bûche (1989)
- En famille (1991)
- Un temps de saison (1994)
- La Sorcière (1996)
- La naufragée (1999)
- Rosie Carpe (2001, премія «Феміна»)
- Tous mes amis (2004, новели)
- Autoportrait en vert (2005)
- Mon cœur à l'étroit (2007)
- Trois femmes puissantes (2009, Гонкурівська премія 2009 року)
- Y penser sans cesse (2011)
- Ladivine (2013, Велика премія журналу Madame Figaro[fr],  [Архівовано 30 вересня 2013 у Wayback Machine.])

### П'єси
- Hilda (1999)
- Providence (2001, у співавторстві з Жаном-Івом Сандрі)
- Papa doit manger (2003)
- Rien d'humain (2004)
- Les serpents (2004)
- Toute vérité (2007, у співавторстві з Жаном-Івом Сандрі)
- Les grandes personnes (2011)

## Нагороди і відзнаки
- 2001 — Премія «Феміна» за Rosie Carpe
- 2003 — Премія Товариства драматургійних літераторів і композиторів у категорії «Новий талант театру»
- 2009 — Ґонкурівська премія за Trois femmes puissantes
- 2010 — Драматургійна премія Юрґена Банземера і Ути Ніссен (Німеччина)[2]
- 2011 — Премія «Spycher Literaturpreis Leuk» (Швейцарія)
- 2015 — Премія Неллі Закс (Німеччина)